# Les Tommyknockers (mini-série)
Les Tommyknockers, l'invasion commence (The Tommyknockers) est une mini-série américano-néo-zélandaise créée d'après le roman éponyme de Stephen King et diffusée les 9 et 10 mai 1993 sur le réseau ABC.

## Synopsis
Bobbi Anderson, une romancière, et son petit ami Jim Gardner, un poète, vivent avec leur chien, Peter, près de la petite ville de Haven, dans le Maine. Anderson souffre du blocage de l'écrivain alors que Gardner cherche à se guérir de son alcoolisme. Un jour, alors qu'elle se promène dans les bois, Bobbi trébuche sur une étrange pierre lumineuse. Intriguée, elle décide de la déterrer. C'est ainsi, à sa grande surprise, qu'elle met au jour une sorte d'immense sanctuaire en marbre. Une énergie d'un type inconnu semble émaner de ce curieux lieu. Bobbi constate que son chien, presque aveugle, recouvre la vue. Elle-même se sent pleine d'un extraordinaire optimisme qui la pousse à réparer sa chaudière et à laisser ses romans s'écrire tout seuls. Des changements commencent aussi à s'opérer chez les habitants de la communauté de Haven. Jim est le seul à ne pas vouloir approcher du sanctuaire…

## Fiche technique
- Titre : Les Tommyknockers, l'invasion commence
- Titre original : The Tommyknockers
- Réalisation : John Power
- Scénario : Lawrence D. Cohen (en), d'après le roman Les Tommyknockers de Stephen King
- Musique : Christopher Franke
- Directeur de la photographie : Dan Burstall et David Eggby
- Décors : Bernard Peaux
- Directeur artistique : Virginie Bieneman, Laurie Faen et Kim Sinclair
- Montage : Tod Feuerman et Christopher Franke
- Maquillage : Amanda Butler
- Casting : Judith Holstra
- Pays d'origine : États-Unis, Nouvelle-Zélande
- Genre : science-fiction, horreur
- Type : mini-série
- Budget : 12 000 000 $ (environ)
- Durée : 181 minutes
- Société de production : Konigsberg/Sanitsky Company
- Dates de premières diffusions :
  -  États-Unis : 9 et 10 mai 1993 sur ABC
  -  France : 11 février 1995 sur M6
  -  Québec : 2 au 23 novembre 1995 (4 parties) à TQS.

## Distribution
- Jimmy Smits (VF : Emmanuel Jacomy) : Jim Gardner
- Marg Helgenberger (VF : Geneviève Taillade) : Bobbi Anderson
- John Ashton (VF : Raoul Delfosse) : Butch Duggan
- Allyce Beasley (VF : Brigitte Aubry) : Becka Paulson
- Robert Carradine (VF : Hervé Bellon) : Bryant Brown
- Joanna Cassidy (VF : Danièle Hazan) : Sheriff Ruth Merrill
- Annie Corley (VF : Micky Sebastian) : Marie Brown
- Cliff De Young (VF : François Leccia) : Joe Paulson
- Traci Lords (VF : Virginie Ogouz) : Nancy Voss
- E. G. Marshall : Ev Hillman
- Leon Woods (VF : Charles Pestel) : Hilly Brown
- Paul McIver (en) : Davey Brown
- Chuck Henry (en) (VF : Yves-Marie Maurin) : Chaz Stewart
- Alan Rosenberg (en) (VF : José Luccioni) : Jack Kimble
- Craig Parker (VF : Maurice Decoster) : Charlie, le barman
- Kay Helgenberger (VF : Jane Val) : Pearl
- Yvonne Lawley (en) (VF : Lita Recio) : Mabel Noyes
- Karyn Malchus : Un Tommyknocker
- William Johnson (VF : Michel Ruhl) : Elt Barker
- John Steemson : Barney Applegate
- Elizabeth Hawthorne (VF : Pauline Larrieu) : Patricia McCardle

Sources et légende : Version française sur Forum Doublage Francophone

## Production
La mini-série a été tournée en Nouvelle-Zélande. Marg Helgenberger déclare « Nous avons tourné 50 % des scènes dans la forêt, quand il pleuvait ça se transformait en terrain de boue. Ils devaient mettre de la terre sèche pour le tournage. » Le producteur Frank Konigsberg déclare quant à lui « La Nouvelle-Zélande n'est pas exactement un bon endroit pour le cinéma, mais il a le mérite de ressembler au Maine. »

## Accueil
Ken Tucker de Entertainment Weekly lui donna un B : il qualifie la mini-série de « très divertissante avec un très bon casting et une bonne ambiance. » À l'inverse, Laurent Duroche, de Mad Movies, la considère comme un « naufrage artistique total ». Lors de leurs premières diffusions sur la chaîne ABC, les deux parties de la mini-série ont réuni respectivement 23 et 25,8 millions de téléspectateurs.

## Sortie vidéo
L'intégralité de la mini-série est sortie en DVD-9 Keep Case chez Warner Home Vidéo le 4 octobre 2006. Le ratio image est plein écran 1.33:1 4/3. L'audio est en français et anglais 2.0 Dolby Digital. Les sous-titres présents sont en français, anglais, italien, arabe et néerlandais. La durée totale est de 171 minutes. Pas de suppléments sur les coulisses de la production.